# Наука в Грузии
В советский период в республике Грузия была создана национальная Академия наук и целая сеть научных учреждений и вузов. Но за период независимости наука в стране пережила сильный кризис. В 1990 году затраты на науку в Грузии составляли 1,2 % ВВП, в 1995 году — 0,1 %, в 2003 году — 0,1 %.
С 1991 по 2003 годы численность занятых в научно-технической сфере в Грузии уменьшилась 33,1 тысяч человек до 17,8 тысяч, численность научных исследователей — с 23,1 тысяч человек до 11,5 тысяч. Ежегодное число патентных заявок на изобретения в стране сократилось в 1994—2011 годах с 545 до 398, хотя осталось самым высоким среди трёх международнопризнанных государств Закавказья.
По состоянию на 2003 год в Грузии было 120 научных организаций.
В 2002 году доля текущих расходов на оборудование в затратах на научные исследования и разработки составляла в Грузии около 3 %.